# 防陵汉墓
防陵汉墓，位于中国河北省保定市防陵村北，为保定市徐水县的一个省级文物保护单位，类型为古墓葬，公布时间为1993年7月15日。
防陵汉墓的历史年代为汉代。